# التسمية والتشهير

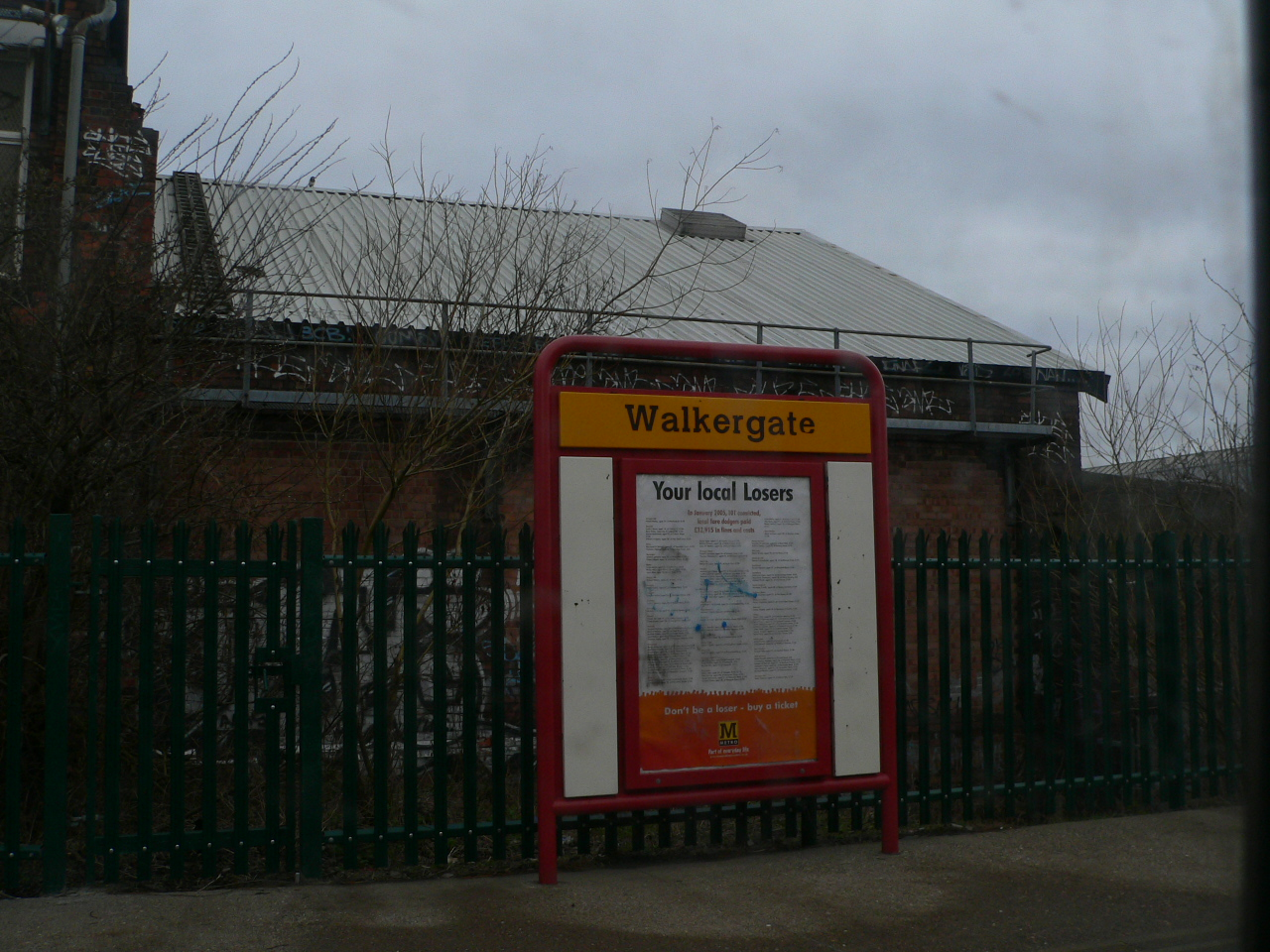
ملصق "الخاسرون" (Losers) معروض في محطة ووكرجيت (Walkergate) في مترو تاين وير. تعد هذه الملصقات جزءًا من سياسة "التسمية والتشهير" الخاصة بمشغل المترو للمتهربين من الأجرة. ينشر الملصق أسماء وعناوين الأشخاص الذين تم القبض عليهم وهم يسافرون بدون تذكرة في المنطقة المحلية أو منها.

التسمية والتشهير أو سَمِّ وافضح (بالإنجليزية: Name and shame)‏ هو "القول علنًا أن شخصًا أو مجموعة أو شركة ارتكبت شيئًا خاطئًا". هو شكل من أشكال التشهير العام يستخدم لحشد الرأي العام ضد أنواع معينة من السلوك أو المشاريع، وبالتالي تثبيطها. وتحدث هذه الممارسة على المستويين المحلي والدولي، حيث غالبًا ما يتم استخدام التشهير والفضح للتنديد بالممارسات التجارية غير العادلة أو انتهاكات حقوق الإنسان.
هناك بعض الأدلة على أن التشهير والفضح يمكن أن يُقلّلا من الفظائع، ويدفع الحكومات التي يتم التشهير بها إلى تحسين سجلاتها في مجال حقوق الإنسان. ومع ذلك، يتساءل بعض الباحثون عما إذا كان التشهير والفضح له التأثيرات المقصودة.

## علاقات دولية
إن التسمية والتشهير هي استراتيجية شائعة لإجبار وردع التغييرات في سلوك الدولة وغير الدولة. إنها استراتيجية سائدة عندما تتورط الدول في انتهاكات لحقوق الإنسان. كما تم استخدامه أيضًا لفرض إدخال تحسينات على السياسات البيئية، ووقف صيد الحيتان كأحد الأمثلة على ذلك.

## استخدام السياسة العامة
يتم أحيانًا استخدام تسمية الأفراد أو الشركات المسيئة (بهدف ضمني هو فضحهم) كأداة من أدوات السياسة العامة التي تهدف إلى تعزيز الامتثال للالتزامات القانونية أو واجب تصحيح الضرر الناجم عن عدم الامتثال.
الأمثلة هي:
- أنشأت حكومة المملكة المتحدة مخططًا في عام 2010 "لتسمية الشركات التي فشلت في دفع الحد الأدنى الوطني للأجور لموظفيها. والهدف السياسي من مخطط التسمية هو "رفع مستوى الوعي بإنفاذ الحد الأدنى للأجور وردع أصحاب العمل الذين قد يميلون إلى انتهاك قانون الحد الأدنى للأجور". وفقًا لبيان سياسة الحكومة، تم اعتماد هذه الممارسة لأن "الحكومة تدرك أن بعض أصحاب العمل من المرجح أن يستجيبوا للعقوبات الاجتماعية والاقتصادية التي قد تنجم عن نشر تفاصيل ممارسات الدفع الخاصة بهم، أكثر من الردع المالي".[14]
- في ديسمبر 2018، قدمت وزارة الأعمال والطاقة والاستراتيجية الصناعية في المملكة المتحدة "خطة تسمية" لممارسة ضغط السمعة على أصحاب العمل الذين يفشلون في دفع جوائز محكمة العمل،[15] بعد نشر بحث حكومي وجد أن 34% من جوائز محكمة العمل في إنجلترا وويلز و46% في اسكتلندا ظلت غير مدفوعة الأجر.[16]
- في عام 2013، أوصت منظمة مشورة المواطنين بضرورة دعم ميثاق حقوق المستهلك في المملكة المتحدة بإجراءات يتخذها منظمو معايير التجارة "لتسمية وفضح" الشركات التي فشلت في تصحيح الممارسات السيئة التي تؤثر على المستهلكين.[17]
- اعتبارًا من يوليو 2008، أصبح لدى هيئة الغذاء في نيو ساوث ويلز قائمة عامة بالشركات التي انتهكت لوائح سلامة الأغذية لمنح "المستهلكين المزيد من المعلومات لاتخاذ قرارات بشأن المكان الذي يأكلون فيه أو يشترون الطعام".[18]